# Philander pebas
Philander pebas is een zoogdier uit de familie van de opossums (Didelphidae). De wetenschappelijke naam van de soort werd voor het eerst geldig gepubliceerd door Voss, Díaz-Nieto, & Jansa in 2018.

## Taxonomie
De soort werd tot 2018 als een populatie van Philander opossum beschouwd, maar werd op basis van genetisch en morfometrisch onderzoek als nieuwe soort beschreven.

## Voorkomen
De soort komt voor in oostelijk Ecuador, oostelijk Peru en het Amazonegebied van Brazilië.